# Saša Kalajdžić
Saša Kalajdžić (em sérvio:  Саша Калајџић; Viena - 7 de julho de 1997) é um futebolista profissional sérvio-austríaco que joga como atacante. Atualmente joga no Eintracht Frankfurt, emprestado pelo Wolverhampton. Também representa a seleção nacional da Áustria. Ele é descendente de sérvios.

## Carreira do clube
Devido à sua estatura de dois metros e constituição relativamente esguia, Kalajdžić foi comparado com o avançado inglês Peter Crouch, devido à semelhança. Funciona como um atacante certeiro. Durante a sua carreira nas camadas jovens, Kalajdžić também jogou como médio- reserva e referiu-se a Nemanja Matić como inspiração.
Iniciou a sua carreira como futebolista profissional na Áustria, pelo FC Admira Wacker Mödling . Inicialmente jogando como meio-campista, ele mais tarde se tornou um atacante. Em 5 de julho de 2019, o Kalajdžić assinou um contrato de quatro anos com o clube alemão VfB Stuttgart . Pouco depois de sua chegada, ele sofreu uma ruptura do ligamento cruzado durante um campo de treinamento da pré-temporada,  fez sua estréia na liga em 28 de maio de 2020, entrando como substituto no 78º minuto da jornada 28 de 2019-202 . Temporada da Bundesliga contra o Hamburger SV . Posteriormente, ele marcou seu primeiro gol pelo clube na rodada 33, durante uma goleada por 6-0 sobre o FC Nuremberg . Na temporada seguinte, Kalajdžić liderou com frequência para o VfB Stuttgart, terminando a temporada no sexto melhor marcador da Bundesliga com 16 gols, ajudando sua equipe a terminar em 9º na liga.

## Carreira internacional
Nascido na Áustria, Kalajdžić é descendente de sérvios. Ele fez sua estreia pela Áustria em 14 de outubro de 2020, em um jogo da Liga das Nações contra a Romênia . Ele substituiu Michael Gregoritsch aos 90 minutos. Em 25 de março de 2021, ele marcou seus primeiros dois gols internacionais em um empate por 2-2 fora com a Escócia durante a qualificação para a Copa do Mundo FIFA de 2022.
| No. | Data          | Venue                                | Cap | Oponente    | gol | Resultado | Competição                                  | Ref.   |
| --- | ------------- | ------------------------------------ | --- | ----------- | --- | --------- | ------------------------------------------- | ------ |
| 1   | 25 March 2021 | Hampden Park, Glasgow, Scotland      | 3   | Escócia     | 1–0 | 2–2       | Eliminatórias da Copa do Mundo FIFA de 2022 | [ 12 ] |
| 2   | 25 March 2021 | Hampden Park, Glasgow, Scotland      | 3   | Escócia     | 2–1 | 2–2       | Eliminatórias da Copa do Mundo FIFA de 2022 | [ 12 ] |
| 3   | 28 March 2021 | Ernst-Happel-Stadion, Viena, Austria | 4   | Ilhas Faroe | 3–1 | 3–1       | Eliminatórias da Copa do Mundo FIFA de 2022 | [ 13 ] |
| 4   | 26 June 2021  | Wembley Stadium, London, England     | 11  | Itália      | 1–2 | 1–2 (pro) | UEFA Euro 2020                              | [ 14 ] |

| time nacional | Ano   | Apps | Metas |
| ------------- | ----- | ---- | ----- |
| Áustria       | 2020  | 2    | 0     |
| Áustria       | 2021  | 9    | 4     |
| Total         | Total | 11   | 4     |